# Anatol Roshko
Anatol Roshko (* 15. Juli 1923 in Bellevue, Alberta, Kanada; † 23. Januar 2017 in Altadena, Kalifornien) war ein kanadischstämmiger US-amerikanischer Physiker und Ingenieur, der sich mit Hydrodynamik beschäftigte.
Roshko studierte an der University of Alberta, wo er 1945 seinen Bachelorabschluss als Physikingenieur machte. 1947 erhielt er seinen Masterabschluss vom Caltech, wo er 1953 bei Hans Liepmann promoviert wurde. Dort stieg er anschließend vom Assistant Professor (1955) bis zum Theodore-von-Kármán-Professor für Aeronautik (1985) auf. Seit 1994 war er dort Professor emeritus.
1954 bis 1990 war er Berater bei McDonnell Douglas und 1984 bis 1990 bei Rockwell International. Er starb am 23. Januar 2017 im Alter von 93 Jahren.

## Auszeichnungen (Auswahl)
Im Jahr 1987 erhielt Roshko den Hydrodynamik-Preis der American Physical Society. 1999 erhielt er die Timoschenko-Medaille.

## Mitgliedschaften (Auswahl)
Anatol Roshko war Mitglied der National Academy of Engineering, der National Academy of Sciences und Fellow der American Physical Society, der American Academy of Arts and Sciences und des American Institute of Aeronautics and Astronautics. Er war seit 1994 Ehrenmitglied der Indian Academy of Sciences (IAS). 

## Schriften
- mit Hans Liepmann: Elements of Gas Dynamics, Wiley 1957, Dover 2002.